# Saffariderna
Saffariderna (persiska: صفاریان) var en persisk dynasti som styrde  över större delen av Iran och den indiska provinsen Sind. Dynastin grundades omkring 860 av Yaqub bin Laith. Efter hans död 878 begränsades dynastins område till Sistan i gränslandet mellan sydöstra Iran och sydvästra Afghanistan och makten i Iran övergick omkring 900 till samaniderna.

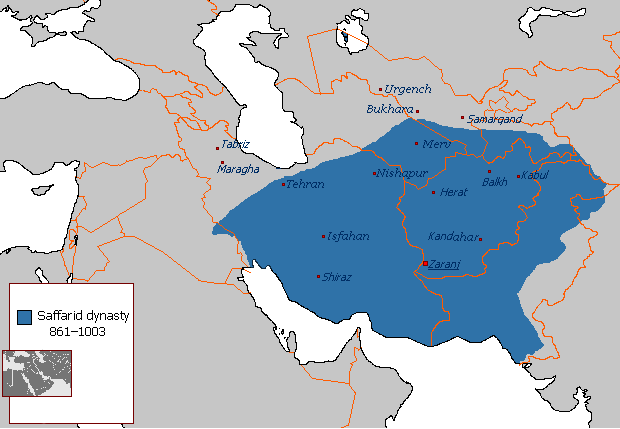
Saffariderna, 861-1002/3